# Henrik II av Bayern
Henrik II av Bayern, född 951, död 28 augusti 995 i klostret Gandersheim, var regerande hertig av Hertigdömet Bayern från 955 till 976 och från 985 till 995. Han kallades Heinrich der Zänker, "Henrik bråkmakaren".